# Marianna Radev
Marianna Radev, auch Marijana Radev, (* 21. November 1913 in Constanța (Rumänien); † 17. September 1973 in Zagreb) war eine jugoslawisch-kroatische Altistin. Radev galt als eine der großen Altistinnen in der Zeit nach dem Zweiten Weltkrieg. Sie hat sich vor allen Dingen in Italien und in Berlin „wegen ihrer satten, ausdrucksvollen und scheinbar in der Tiefe nie endenwollender Altstimme“ einen großen Ruf erworben.

## Leben
Radev wurde am 21. September 1913 als Kind kroatischer Eltern in Constanța, Rumänien, geboren. Sie studierte an der Musikakademie Zagreb Klavier und Gesang. Anschließend ließ sie ihre Stimme in Mailand und in Triest unter anderem bei Riccardo Stracciari weiter ausbilden. 1937 debütierte sie als Marina in Mussorgskis Boris Godunow am Teatro Verdi in Triest. Seit 1938 sang sie am Teatro Reale in Rom, und ab 1940 an der Oper in Zagreb. Nach dem Zweiten Weltkrieg gastierte sie an der Mailänder Scala, in Rom und Wien. Von 1959 bis 1961 war sie Mitglied der Bayerischen Staatsoper München. Bei Gastspielen in den großen Musikzentren der Welt (Wien, München, Berlin, Paris, London, Buenos Aires, Moskau) wurde sie als geschätzte Altistin gefeiert.
Sie wirkte mit bei Tonträgeraufnahmen von Verdis Requiem, Beethovens Missa solemnis und Rossinis Stabat mater für das Label Deutsche Grammophon. Ihre Aufnahmen unter Ferenc Fricsay (besonders das Verdi Requiem und die Orff-Aufnahmen) und unter Karl Böhm sind unter Schallplattensammlern und Musikkennern hoch beliebt. „Ihr Repertoire war weitgestreut und eklektisch, und namentlich ihre Liedaufnahmen zeigen die emotionale wie interterpretatorische Reife der Künstlerin.“
Zuletzt lebte die Künstlerin in ihrer kroatischen Heimat, wo sie gelegentlich noch Konzerte gab. Sie starb am 30. September 1973 während einer Probe für ein Barockkonzert.